# Beitar Ierusalim
Beitar Ierusalim (în ebraică: ביתר ירושלים  - Beitar Yerushalayim) este un club de fotbal israelian din Ierusalim. Culorile echipamentului sunt galben și negru.

## Palmares
- Ligat ha'Al (6) : 1986–87, 1992–93, 1996–97, 1997–98, 2006–07, 2007–08

Vicecampioană (6) : 1971–72, 1975–76, 1977–78, 1978–79, 1983–84, 1984–85
- Liga Alef (4): 1953–54, 1957–58, 1966–68, 1991–92

Locul 2 (2) : 1964–65, 1980–81
- Cupa Israelului (8) : 1976, 1979, 1985, 1986, 1989, 2007–08, 2008–09, 2022/23
  - Finalistă (3) : 1975, 1999, 2000
- Toto Cup (2) : 1997–98, 2009–10
  - Finalistă (4) : 1984–85, 1993–94, 1998–99, 2000–01
- Supercupa Israelului (2) : 1976, 1986
  - Finalistă (4) : 1978, 1979, 1985, 1989

## Foști jucători

### Cele mai multe meciuri
| #  | Nume             | Perioada        | Meciuri | Goluri |
| -- | ---------------- | --------------- | ------- | ------ |
| 1  | Uri Malmilian    | 1973–89         | 423     | 140    |
| 2  | Hanan Azulay     | 1974–89         | 396     | 041    |
| 3  | Itzhak Jano      | 1968–83         | 375     | 09     |
| 4  | Yossi Mizrahi    | 1972–88         | 371     | 0      |
| 5  | Itzik Kornfein   | 1995–07         | 366     | 0      |
| 6  | Eli Ohana        | 1980–87 1991–99 | 345     | 142    |
| 6  | Yossi Hakham     | 1965–80         | 345     | 01     |
| 8  | Shaul Mizrahi    | 1953–70         | 304     | 040    |
| 9  | Eitan Mizrahi    | 1989–03         | 299     | 012    |
| 10 | Sami Malka       | 1980–92         | 288     | 047    |
| 11 | Udi Rubowitch    | 1963–74         | 281     | 081    |
| 12 | Meir Kadosh      | 1984–95         | 279     | 0      |
| 12 | Ya'akov Schwartz | 1983–94         | 279     | 035    |
| 14 | Danny Noyman     | 1971–80 1982–84 | 264     | 034    |
| 15 | Shlomi Avrahami  | 1960–73         | 260     | 020    |
| 16 | David Amsalem    | 1995–98 2000–09 | 252     | 011    |
| 17 | Serhiy Tretyak   | 1992–00         | 239     | 03     |
| 18 | Aviram Baruchyan | 2002–12         | 237     | 036    |
| 19 | Itzhak Monsa     | 1958–68         | 235     | 051    |
| 20 | Hai Mizrahi      | 1954–65         | 229     | 01     |
| 20 | Yossi Avrahami   | 1974–84         | 229     | 018    |

## Antrenori
| - Arie Radler (1971–72) - Emmanuel Scheffer (1979–80) - Arie Radler (1980–81) - Eliyahu Offer (1981–82) - Dror Kashtan (1985–87) - Eliyahu Offer (1988) - Dror Kashtan (1988–89) - Ze'ev Seltzer (1989–91) - Michael Kadosh (1991–92) - Dror Kashtan (1 iulie 1992 – 30 iunie 1994) - Yossi Mizrahi (1994–95) - Eli Cohen (born 1951) (1 iulie 1995 – 30 iunie 1997) - Dror Kashtan (1 iulie 1997 – 30 iunie 1999) - Eli Ohana (1 iulie 1999 – 30 iunie 2000) - Eli Guttman (July 2000–March 00) - Yossi Mizrahi (June 2001–Dec 01) - Eli Cohen (born 1951) (1 iulie 2001 – 30 iunie 2003) - Eli Ohana (1 iulie 2003 – 30 iunie 2005) | - Ton Caanen (5 iunie 2005–Dec 12, 2005) - Luis Fernández (Nov 15, 2005–June 6) - Osvaldo Ardiles (1 iulie 2006–Oct 18, 2006) - Yossi Mizrahi (Oct 2006–June 7) - Itzhak Shum (1 iulie 2007–Sept 1, 2008) - Reuven Atar (Sept 2, 2008–30 iunie 2009) - Itzhak Shum (1 iulie 2009–Feb 20, 2010) - David Amsalem (April 2010–11 iunie 2010) - Uri Malmilian (1 iulie 2010–Jan 17, 2011) - Ronny Levy (Jan 17, 2011–10 iunie 2011) - David Amsalem (10 iunie 2011–Aug 17, 2011) - Yuval Naim (Aug 17, 2011–Feb 8, 2012) - Hanan Azulay (interim) (Feb 9, 2012–Feb 13, 2012) - Eli Cohen (born 1951) (Feb 13, 2012–4 mai 2013) - Eli Cohen (born 1961) (4 mai 2013–Dec 3, 2013) - David Amsalem (interim) (Dec 3, 2013–Dec 9, 2013) - Ronny Levy (Dec 9, 2013–10 mai 2014) - Meni Koretski (10 mai 2014–January 2015) - Guy Levy (interim) (January–June 2015) - Slobodan Drapić (7 iunie 2015–2016) - Ran Ben Shimon (2016-2017) - Sharon Mimer (2017) - Gili Levanda (2017) - Eli Cohen (2017) - Gili Levanda (2017) - Beni Ben Zaken (2017–2018) - Guy Luzon (2018) - David Martin (fotbalist) (2018) - Nir Klinger (2018–2019) - Nisan Yehezkel (2019) - Ronny Levy (2019–2020) - Yossi Mizrahi (2020) - Slobodan Drapić (2020-2021) - Yossi Mizrahi (2021) - Erwin Koeman (2021) - Gal Cohen (2021) - Yossi Mizrahi (2021-2022) - Gal Cohen (2022) - Yossi Abukasis (2022–1024) - Gal Cohen (2024) - Barak Itzhaki (2024- |